# Basso (voce)
Nel canto, il termine basso designa sia la più grave tra le voci maschili, sia il cantante che la possiede, sia il suo registro peculiare.
La voce di un basso si estende solitamente dal mi grave al fa acuto (mi1 - fa3). È tipico della voce di basso estendersi con grande diversità di soggetto in soggetto nei gravi (dall'indispensabile Fa grave fino al Do ultragrave), mentre spesso mantengono lo stesso valore verso gli acuti (dal mi acuto e spesso oltre.).

## Tipi di basso
Nella musica classica, in particolare nell'opera, esistono i seguenti tipi:
- Basso buffo o leggero, specializzato nel repertorio comico; dotato di una voce agile e, all'occorrenza, più chiara. Un ruolo tipico è quello del Dottor Bartolo nel Barbiere di Siviglia e di Don Profondo nel Viaggio a Reims, entrambe di Rossini o quello di Dulcamara nell'Elisir d'amore di Donizetti o ancora Don Annibale Pistacchio nel Campanello sempre di Donizetti.
- Basso-baritono, è la categoria di voci di basso che si pone a cavallo tra la tessitura del basso e quella del baritono. Caratteristiche della voce del basso-baritono sono la facilità d'emissione nel registro acuto e il timbro abbastanza scuro ma più brillante e chiaro di quello del basso cantante.
- Basso-cantante, è la categoria nella quale rientra la gran parte delle voci e dei ruoli di basso. La sua linea di canto si muove in una tessitura più acuta rispetto a quella del basso profondo ma il suo timbro mantiene l'irrinunciabile colore scuro proprio della voce di basso. Nel corso della storia dell'opera, questa definizione ha abbracciato tipi molto diversi, alcuni dei quali, oggigiorno, verrebbero forse ascritti alla voce di basso-baritono: si va dai ruoli d'agilità rossiniani (ad esempio il Podestà nella Gazza ladra), ai ruoli lirici del teatro francese (Don Quichotte nell'opera omonima di Massenet), fino a quelli drammatici, sia pure con rilevanti momenti di cantabilità, dell'opera verdiana (Filippo II nel Don Carlos). Il basso cantante necessita della piena efficienza dell'estensione tipica da Fa grave a Fa acuto.
- Basso profondo, caratterizzato da una voce estremamente grave e molto scura. La sua vocalità, come suggerito dal nome stesso, si estende nella regione più grave del pentagramma. Se l'estensione vocale del basso abbraccia, tradizionalmente, due ottave di Fa (da Fa grave a Fa acuto), il basso profondo, che mantiene lo stesso valore verso l'acuto, deve poter scendere fino al Do ultragrave, dovendo quindi perlomeno toccare l'ottava ultragrave. Un ruolo tipico è quello di Sarastro nel Flauto magico di Mozart o del Grande Inquisitore nel Don Carlos di Verdi.

## Variazioni nell'estensione

Pentagramma in chiave di basso: un'estensione da basso cantante, da Mi grave a Fa acuto

Pentagramma in chiave di basso: un'estensione da basso profondo, da Do grave a Fa acuto

L'estremo grave per la voce di basso oscilla tra il Fa e il Do sotto il rigo. Dal do1 in giù si entra nell'ottava detta «ultragrave», le note della quale non sono utilizzate dai compositori classici.
In ambito operistico, la nota più grave richiesta è il Re grave di Osmino, ne Il ratto dal serraglio di Wolfgang Amadeus Mozart, ma sono pochi i ruoli che scendono sotto il Fa grave. Sebbene la nota di Osmino, emessa due volte nell'aria principale del personaggio, sia la più grave richiesta, vengono udite note di profondità maggiore o uguale, opzionali o tradizionali: per esempio, nella stessa opera, è usanza (effettuata assai raramente) aggiungere un Do grave nel duetto Ich gehe doch rate ich dir oppure, nel repertorio italiano, abbassare di un'ottava la nota con cui termina l'aria di Zaccaria D'Egitto là, su i lidi intonando un tenuto Do grave. Per quanto riguarda le note scritte e non opzionali, esistono diversi Mi bemolle (Uberto, Don Profondo e alcuni altri) e Mi gravi. Tra questi ultimi, è celebre il rotondo Mi grave intonato dal Grande Inquisitore nel Don Carlo di Verdi: nota in teoria opzionale, ma che non viene quasi mai evitata, essendo fondamentalmente la nota che musicalmente dà spessore all'inquietante personaggio. Verdi richiede in maniera non opzionale la stessa nota (scritta come Fa bemolle) nel suo Otello per il ruolo di Lodovico: ma, a differenza del Mi dell'Inquisitore, viene intonata durante un concertato ed è quindi molto meno in evidenza.
Se consideriamo la musica operistica rinascimentale e barocca, occorre citare i ruoli di basso composti da Claudio Monteverdi. Nell'Orfeo (1607), il personaggio di Caronte richiede una voce tale da toccare il Re grave. Nel Ritorno di Ulisse in patria (1640), assegna al personaggio di Nettuno il Do grave, mentre nell'Incoronazione di Poppea (1642) il personaggio di Seneca - nella scena della morte - tocca un dolente Re grave.
Per quanto riguarda la musica classica non operistica è da citare la versione per soli, coro e orchestra della Musica instrumentale sopra le 7 ultime parole del nostro Redentore in croce di Franz Joseph Haydn: alla fine della settima delle sonate che la compongono, il basso solista conclude intonando lentamente ed in tono cupo e funebre le parole "meinem Geist" sul Mi bemolle grave (Mib1).
Nell'estremo acuto, la voce del basso oscilla tra il mi3 e il sol3. Pochi ruoli richiedono al basso di toccare quest'ultima nota, un acuto tipico della voce baritonale, fra cui Don Profondo, Mustafà e Méphistophélès. Sono molto più numerosi i ruoli che richiedono l'emissione del Fa diesis (Don Basilio, Filippo II, Zaccaria, Sparafucile, Don Magnifico, Bertran e molti altri).

## Alcuni ruoli celebri
- Sarastro (Il flauto magico di Mozart)
- Il Commendatore (Il dissoluto punito ossia il Don Giovanni di Mozart)
- Osmin (Il ratto dal serraglio di Mozart)
- Don Bartolo e Don Basilio (Il barbiere di Siviglia di Rossini)
- Mosè (Mosè in Egitto di Rossini)
- Assur (Semiramide di Rossini)
- Don Profondo (Il viaggio a Reims di Rossini)
- Colline (La bohème di Puccini)
- Conte Rodolfo (La sonnambula di Bellini)
- Giorgio (I puritani di Bellini)
- Dulcamara (L'elisir d'amore di Donizetti)
- Raimondo Bidebend (Lucia di Lammermoor di Donizetti)
- Sparafucile (Rigoletto di Verdi)
- Attila (Attila di Verdi)
- Fiesco (Simon Boccanegra di Verdi)
- Padre Guardiano (La forza del destino di Verdi)
- Filippo II (Don Carlos di Verdi)
- Méphistophélès (Faust di Gounod)
- Mefistofele (Mefistofele di Arrigo Boito)
- Gurnemanz (Parsifal di Wagner)
- Hagen (Götterdämmerung di Wagner)
- Landgraf (Tannhäuser di Wagner)
- Boris Godunov (Boris Godunov di Musorgskij)
- Don Quichotte (Don Quichotte di Massenet)

## Chiave musicale
La chiave di basso è la chiave di fa posta sulla seconda linea superiore del pentagramma.  Usata, oltre che dalla voce di basso, dalla voce di baritono e da tutti gli strumenti gravi (basso, contrabbasso, violoncello, trombone, fagotto ecc.), oltre che dagli strumenti a tastiera. È la chiave più comune dopo quella di violino.
Nelle partiture per cori, dove le note dei bassi sono riportate in chiave di fa assieme a quelle dei baritoni, quest'ultimi sono detti anche "bassi primi", perché le loro note occupano la parte superiore del pentagramma, conseguentemente i bassi puri sono identificati come "bassi secondi".

## Strumenti musicali
Il termine indica anche quegli strumenti la cui estensione corrisponde pressappoco a quella del registro di basso (ad esempio il trombone basso, il violoncello, il clarinetto basso, il sassofono basso).